# Borda de Vells
La Borda de Vells és una borda del terme municipal de la Torre de Cabdella, en el seu terme primigeni.
Està situada al sud-oest del poble d'Aguiró i al nord-oest del de Castell-estaó. És al vessant nord del Serrat de l'Aire, a la dreta del barranc de Pui Mener i a l'esquerra del de les Tarteres. Pertany a Guiró, malgrat ser més a prop de Castell-estaó.
A ponent seu hi ha la borda de Pau.